# Abdi Zurnacı
Abdi Zurnacı (ur. 1 stycznia 1992) – turecki zapaśnik walczący w stylu wolnym. Piąty na mistrzostwach Europy w 2017. Brązowy medalista mistrzostw śródziemnomorskich w 2010. Piąty na Igrzyskach wojskowych w 2015 roku.